# هراچیا کارامیان
هراچیا گریگوری کارامیان (ارمنی: Հրաչյա Գրիգորի Քարամյան؛  زادهٔ ۱۰ اکتبر ۱۹۰۹ - درگذشته ۱۰ سپتامبر ۱۹۸۶) یک کارشناس علوم پرورشی اهل ارمنستان بود.

## زندگی‌نامه
در ۱۰ اکتبر ۱۹۰۹ در برناکوت یا ایروان به دنیا آمد .   وی همچنین برنده دانشمند شایسته ارمنستان شوروی (۱۹۶۱) شده است. وی در ۱۰ سپتامبر ۱۹۸۶ در سن ۷۶ سالگی در ایروان درگذشت.

## یادداشت
1. ↑  մանկավարժական գիտությունների դոկտոր